# Pierre Claver Mbonimpa
Pour les articles homonymes, voir Claver.

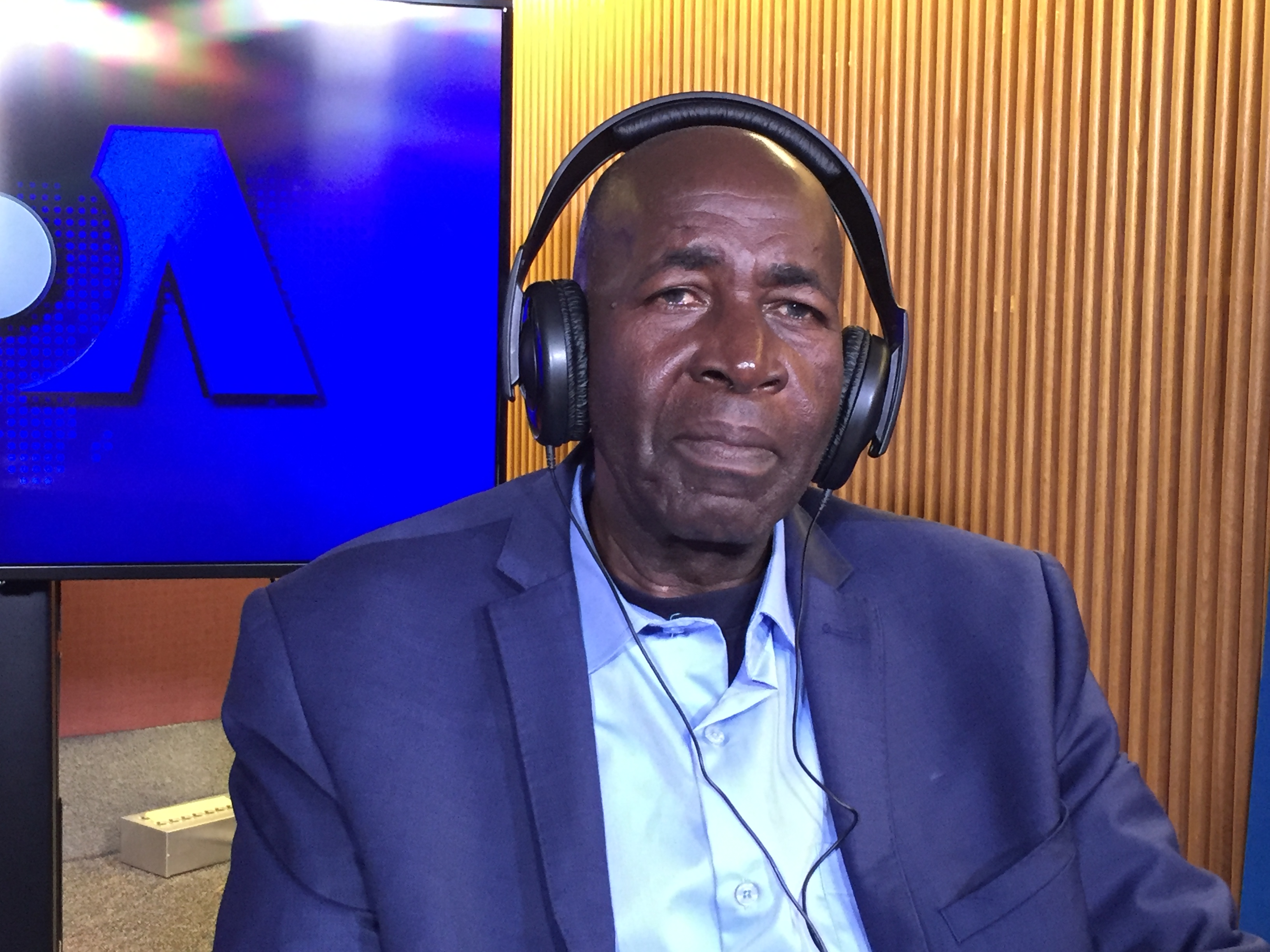
Pierre Claver Mbonimpa parlant au Voix de l'Amérique en 2017.

Pierre Claver Mbonimpa, né le 10 octobre 1950, est un militant burundais des droits de l'homme, fondateur de l'Association pour la Protection des Droits Humains et des Personnes détenues (APRODH).

## Biographie

### Carrière avant l'APRODH
Avant la fondation de l'APRODH, Mbonimpa travaillait comme fonctionnaire pour le Ministère de l'Économie et des Finances. Il a ensuite été employé par la Police de l'Air et des Douanes jusqu'à ce qu'il soit injustement arrêté et condamné pour possession d'une arme illégale, qu'il passa à la Prison Centrale de Mpimba de 1994 à 1996. Au cours de ces deux années d'emprisonnement, Mbonimpa fut fréquemment torturé et battu.
En 1995, un an après sa condamnation, il décide de créer une organisation non gouvernementale vouée à la défense des droits des prisonniers. Coopérant avec deux autres détenus, il écrit les statuts de l'APRODH, et affirme la vocation de l'organisation à défendre les prisonniers, peu importe la couleur de leur peau ou leurs origines.

### Militantisme en faveur des droits de l'homme
L'APRODH a engagé plusieurs campagnes vigoureuses en faveur du respect des droits de l'homme élémentaires de tous les prisonniers, y compris les environ 9000 individus en détention préventive. Elle est également active dans la prévention de la torture et de la violence sexuelle, et insiste en particulier sur la protection des enfants dans le système de justice criminelle. Le Burundi ne possède pas de centre de détention pour mineurs et tous ceux âgés de plus de 15 ans y sont jugés comme des adultes. En théorie, les mineurs de 15 ans ou moins ne peuvent pas être emprisonnés mais, à la suite de la guerre civile et à l'instabilité politique, de nombreux enfants sont enfermés. À la prison de Mpimba, où Mbonimpa était détenu, les enfants de sexes différents sont enfermés ensemble, y compris ceux nés en prison ou dont les parents sont retenus. 
Mbonimpa a reçu de nombreuses menaces de mort pour son travail en faveur des droits de l'homme au Burundi.[5] Il est le récipiendaire du prix Martin Ennals pour les défenseurs des droits de l'homme, considéré comme le "Prix Nobel des droits de l'homme", en 2007 et du Prix Henri Dunant, pour son engagement en faveur des principes humanitaires du fondateur de la Croix-Rouge. 

### Arrestation en 2014
Le 15 mai 2014, Pierre Claver Mbonimpa est à nouveau arrêté à Bujumbura, avec comme chef d'accusation d'avoir mis en danger la sécurité interne et externe de l'État et utiliser de faux documents. Le parquet lui reproche des commentaires faits dix jours plus tôt sur une radio locale, au cours duquel il a évoqué l'armement allégué de membres de l'Imbonerakure, la ligue de jeunesse du CNDD-FDD, et de leur entrainement en République démocratique du Congo. Ces affirmations avaient été l'objet d'un rapport confidentiel des Nations unies, divulgué quelques jours plus tôt. Selon Human Rights Watch, L'arrestation est considérée comme faisant partie d'une campagne de harcèlement et de répression des droits de l'homme au Burundi. 

## Tentative d'assassinat pendant lacrise politique burundaise de 2015
Il s'oppose à la réélection de Pierre Nkurunziza pour un troisième mandat comme président du Burundi et, le 3 août, il est blessé grièvement par balle lors d'une attaque menée par plusieurs tireurs à moto. L'organisation non gouvernementale Front Line Defenders considère qu'il s'agit d'une tentative d'assassinat en raison de son travail pour les droits humains au Burundi. Mary Lawlor, alors directrice de Front Line Defenders, déclare : "Ils l’ont d’abord arrêté, puis enfermé, et maintenant ils lui tirent dessus – tout ça parce qu’il est un défenseur des droits humains infatigable. Le Président Nkurunziza est désormais directement responsable de sa sécurité". Pierre Claver Mbonimpa sera soigné d'abord au Burundi puis en Belgique pendant près d'un an et demi et perdra définitivement une partie de l'usage de sa voix. Une enquête est menée au Burundi mais, près de trois ans après les faits, elle n'a pas encore permis d'identifier les responsables de cette attaque.
Le 9 octobre 2015, le gendre de Pierre Claver Mbonimpa, Pascal Nshimiramana est assassiné à Bujumbura. Bakthazar Fengure, vice-président de l'APRODH, déclare : « Nous demandons [...] que les membres de la famille [Mbonimpa] soient protégés, mais aussi le personnel de l’Aprodh. ». En novembre 2015, le fils de Pierre Claver Mbonimpa, Welly-Fleury Nzitonda meurt peu après son arrestation par la police à Bujumbura.